# قانون الأنواع المهددة بالانقراض لعام 1973
قانون الأنواع المهددة بالانقراض لعام 1973 هو القانون الرئيسي في الولايات المتحدة الأمريكية لحماية الأنواع المعرضة للخطر. صمم القانون لحماية الأنواع المعرضة للخطر بشكل حرج من الانقراض «نتيجة النمو الاقتصادي والتنمية غير المقيدة بالاكتراث الملائم والحفظ». وقع قانون الأنواع المهددة بالانقراض لتطبيقه في القانون من قبل الرئيس ريتشارد نيكسون في 28 ديسمبر 1973. أسمته المحكمة الدستورية العليا «أكثر تشريع شامل تطبقه أي دولة لحفظ الأنواع المهددة بالانقراض». أهداف قانون الأنواع المهددة بالانقراض ثنائية الجانب: من جهة، فإن هذا القانون يهدف لمنع الانقراض، ومن جهة أخرى فإنه يهدف لإعادة الأنواع إلى النقطة التي لا تحتاج معها للحماية القانونية. فهو بالتالي «يحمي الأنواع والأنظمة البيئية التي تعتمد عليها» عن طريق آليات مختلفة. على سبيل المثال: تشترط الفقرة 4 من القانون على الوكالات المشرفة على تطبيق القانون أن تصنف الأنواع المعرضة للخطر مهددةً بالانقراض أو مهددة. وتمنع الفقرة 9 من القانون «الأخذ» غير القانوني لهذه الأنواع، ما يعني «مضايقتها، إيذاءها، صيدها...». توجه الفقرة 7 الوكالات الفدرالية لاستخدام سلطاتها للمساعدة في المحافظة على الأنواع الموضوعة على اللوائح. يؤدي القانون أيضًا دور التشريع الفاعل في تطبيق القرارات المحددة بمعاهدة التجارة العالمية لأصناف الحيوان والنبات البري المهدد بالانقراض. وجدت المحكمة العليا أن «النية الصرفة للكونغرس من تطبيق «قانون الأنواع المهددة بالانقراض» كانت إيقاف وعكس التوجه السائد نحو انقراض الأنواع، مهما كانت التكلفة». تشرف على القانون وكالتان فدراليتان، وهما إدارة الأسماك والحياة البرية في الولايات المتحدة، وإدارة المسامك البحرية الوطنية. أعطيت كلتا الإدارتين الصلاحية في إعلان القواعد في قانون اللوائح الفدرالية لتطبيق قرارات القانون.

## تاريخه
ازدادت الدعوات لحفظ الحياة البرية في الولايات المتحدة في بدايات القرن العشرين بسبب الانحدار الملحوظ في تعداد العديد من الأنواع. من الأمثلة الملحوظة كان شبه انقراض ثور البيسون، الذي كان تعداده بعشرات الملايين سابقًا. كذلك فقد كان انقراض الحمام المهاجر، الذي كان تعداده بالمليارات، مصدر قلق. حاز الكركي الأمريكي أيضًا على اهتمام واسع إذ ساهم الصيد الجائر وفقدان مساكنه الطبيعية بالانحدار المستمر في أعداده. بحلول عام 1890، كان قد اختفى من نطاق التزاوج الرئيسي له في شمال وسط الولايات المتحدة الأمريكية. لعب علماء ذلك الزمن دورًا بارزًا في زيادة الوعي العام عن الخسائر. على سبيل المثال، أضاء جورج بيرد غرينل على انحدار تعداد البيسون عن طريق كتابة مقالات في مجلة فوريست آند ستريم. 
لمواجهة هذه المخاوف، طبق الكونغرس ثانون لايسي لعام 1900. كان قانون لايسي أول قانون فدرالي ينظم الأسواق التجارية للحيوانات. منع القانون أيضًا بيع الحيوانات المقتولة بشكل غير شرعي بين الولايات. تبع ذلك تشريعات أخرى، من بينها قانون حفظ الطيور المهاجرة، ومعاهدة عام 1937 تمنع صيد الحيتان الحقيقية والرمادية، وقانون حماية النسر الأصلع والنسر الذهبي لعام 1940. 

### قانون المحافظة على الأنواع المهددة بالانقراض لعام 1966
رغم هذه المعاهدات والحمايات، كانت ما تزال أعداد العديد من الكائنات الحية في انحدار. بحلول عام 1941، لم يتبق سوى نحو 16 حيوان كركي أمريكي في البرية. بحلول عام 1963، كان النسر الأصلع، الرمز الوطني للولايات المتحدة الأمريكية، مهددًا بالانقراض. لم يكن متبقيًا حينها سوى نحو 487 زوج معشش. ساهم كل من خسارة المساكن الطبيعية، والصيد، والتسمم بالمبيدات الحشرية في انحدار أعداده.
حاولت إدارة الأسماك والحياة البرية في الولايات المتحدة منع انقراض هذه الأنواع. ولكنها لم تكن تمتلك السلطة الضرورية والتمويل من الكونغرس. استجابةً لهذه الحاجة، أصدر الكونغرس قانون المحافظة على الأنواع المهددة بالانقراض لعام 1966. أطلق القانون برنامجًا لحفظ، وحماية، واستعادة أنواع مختارة من الأسماك والحياة البرية المحلية. كجزء من هذا البرنامج، رخص الكونغرس لوزارة الداخلية الاستحواذ على الأراضي أو المصالح في الأراضي التي يمكنها أن تفيد في حفظ هذه الأنواع. 
أطلقت وزارة الداخلية أول لائحة من الأنواع المهددة بالانقراض في مارس 1967. وضمت اللائحة 14 حيوان من الثدييات، و36 من الطيور، و6 زواحف، و6 برمائيات، و22 نوع من السمك. من الأنواع البارزة التي أضيفت في عام 1967 الدب الرمادي، والقاطور الأمريكي، وخروف بحر فلوريدا، والنسر الأصلع. لم تكن اللائحة تضم سوى الحيوانات الفقارية حينها لأن وزارة الداخلية كانت تحد تعريف «الأسماك والحياة البرية». 

### قانون حفظ الأنواع المهددة بالانقراض لعام 1969
عدل قانون حفظ الأنواع المهددة بالانقراض لعام 1969 قانون المحافظة على الأنواع المهددة بالانقراض لعام 1966. أسس لائحةً من الأنواع المهددة بالانقراض عالميًّا. ووسع أيضًا الحماية للأنواع المغطاة في قانون 1966 وأضاف إلى لائحة الأنواع المحمية. في حين كان قانون عام 1966 ينطبق فقط على «الطرائد» والطيور البرية، فإن قانون عام 1969 حمى أيضًا الرخويات والقشريات. زيدت أيضًا العقوبات على الصيد غير القانوني أو الاستيراد غير القانوني أو بيع هذه الحيوانات. أي انتهاك يمكن أن يؤدي إلى غرامة مقدارها 10,000 دولارًا أو السجن لمدة تصل إلى سنة. 
من الجدير بالذكر أن القانون دعا لمؤتمر دولي أو معاهدة دولية لحفظ الأنواع المهددة بالانقراض. دعا قرار صادر عام 1963 عن الاتحاد الدولي لحفظ الطبيعة إلى مؤتمر دولي مشابه. في فبراير من عام 1973، عقد اجتماع في العاصمة واشنطن. نتج عن هذا الاجتماع المعاهدة الشاملة متعددة الأطراف التي عرفت باسم معاهدة التجارة العالمية لأصناف الحيوان والنبات البري المهدد بالانقراض. 
وفر قانون حفظ الأنواع المهددة بالانقراض لعام 1969 مسودةً لقانون الأنواع المهددة بالانقراض لعام 1973 عن طريق استخدام مصطلح «بناءً على أفضل البيانات العلمية والتجارية». يستخدم هذا المعيار موجهًا لتحديد ما إذا كان النوع مهددًا بالانقراض.

### قانون الأنواع المهددة بالانقراض لعام 1973
في عام 1972، أعلن ريتشارد نيكسون أن الجهود الحالية آنذاك لحفظ الأنواع لم تكن كافيةً. ودعا كونغرس الولايات المتحدة الأمريكية الثالث والتسعين لإمرار تشريع شامل لحماية الأنواع المهددة بالانقراض. استجاب الكونغرس بإصدار قانون الأنواع المهددة بالانقراض لعام 1973، والذي وقعه ريتشارد نيكسون ليدخل القانون في 28 ديسمبر، 1973.
كان قانون الأنواع المهددة بالانقراض معلمًا بارزًا في قوانين الحفظ. ذكره باحثون أكاديميون على أنه «واحد من أبرز القوانين البيئية للبلاد». دعي أيضًا: «واحدًا من أقوى القوانين في الولايات المتحدة الأمريكية وواحدًا من أقوى قوانين حماية الأنواع في العالم». 

### استمرار الحاجة
يبرز العلم المتاح الحاجة إلى قوانين لحماية التنوع البيئي كقانون الأنواع المهددة بالانقراض. هناك حاليًّا نحو مليون نوع في العالم مهدد بالانقراض. خسرت أمريكا الشمالية وحدها 3 مليارات طير منذ عام 1970. هذه الانحدارات البارزة في التعدادات الحيوية تمهد للانقراض. هناك نصف مليون نوع لا يمتلك مساحةً كافية من المساكن الطبيعية للبقاء لأمد طويل. من المرجح انقراض هذه الأنواع في العقود القليلة القادمة إذا لم تسترجع مساكنها الطبيعية. بالإضافة إلى أدوات حفظ أخرى، فإن قانون الأنواع المهددة بالانقراض أداة مهمة في حماية الأنواع المعرضة للخطر من التهديدات الكبرى المستمرة. ومن بين هذه التهديدات التغير المناخي، وتغير استخدام الأراضي، وفقدان المساكن الطبيعية، والأنواع المجتاحة، وفرط الاستغلال.